# Zahia Dehar
Zahia Dehar, née le 25 février 1992 à Ghriss (Algérie) est une mannequin franco-algérienne, créatrice de lingerie et actrice. Elle a également été escort-girl.
Découverte par les médias à l'occasion d'une affaire de mœurs impliquant plusieurs footballeurs, elle profite de sa notoriété pour se reconvertir dans le domaine de la mode, tout en multipliant les collaborations avec des artistes.

## Biographie

### Jeunesse
En Algérie, à l'école c'est une élève qui a des résultats satisfaisants. Son père est ingénieur dans l'énergie et sa mère ne travaille pas. Ils se séparent. À l'âge de dix ans, Zahia Dehar et son frère s'installent en France avec leur mère. Elle ne parle alors pas le français. Elle déménage souvent  dont à Champigny-sur-Marne ou encore à Marseille. Sa scolarité est difficile. Elle aimerait faire des longues études et en même temps se sent suffisamment ambitieuse pour réussir autrement. Elle découvre le monde de la nuit et commence à se prostituer à l'âge de seize ans, en mars 2008 selon les informations du Monde. Elle évolue rapidement dans le monde de la prostitution haut de gamme.

### L'affaire Zahia
Zahia Dehar accède à la notoriété par le biais d'une affaire de mœurs — dite « affaire Zahia » — impliquant des joueurs de l'équipe de France de football qui ont eu recours à elle comme escort alors qu'elle était mineure. L'affaire éclate à l'occasion d'une enquête de la Brigade de répression du proxénétisme sur les activités d'Abousofiane Moustaid, dit « Abou Sofiane », un ancien candidat à Nouvelle Star devenu animateur d'une émission « people » sur la TNT ; dans ce cadre, les autorités s'intéressent tout particulièrement au Zaman Café, un bar parisien dont une partie du chiffre d'affaires découlait de la prostitution. Après la fermeture administrative de l'établissement, les policiers auditionnent les prostituées qui y évoluaient. Ils découvrent alors que l'une d'elles, Zahia Dehar, a commencé à y travailler alors qu'elle était encore mineure et a par ailleurs prodigué ses services à plusieurs footballeurs,. La jeune femme déclare notamment avoir rencontré Karim Benzema en mai 2008 en marge de la cérémonie des « Oscars du foot », et avoir rencontré Franck Ribéry le 7 avril 2009, dans un hôtel de Munich où elle et une autre escort avaient été envoyées rejoindre le footballeur, en guise de « cadeau d'anniversaire » pour ce dernier,.
Zahia Dehar est auditionnée à trois reprises en avril 2010. En juillet de la même année, Franck Ribéry et Karim Benzema sont mis en examen pour « sollicitation de prostituée mineure », un délit passible en France de plusieurs années d'emprisonnement. Un autre membre de l'équipe des Bleus, Sidney Govou, est lui aussi auditionné ; il évite cependant les poursuites, l'enquête ayant fait apparaître que sa rencontre avec Zahia Dehar avait eu lieu après que celle-ci eut atteint la majorité.
La médiatisation de Zahia Dehar commence avec cette affaire. Très rapidement, son visage est révélé par les médias et de nombreuses photographies d'elle circulent sur le Web, jusqu'à faire de la jeune femme un véritable « phénomène Internet ». C'est d'abord Le Monde qui révèle son prénom, en l'appelant simplement « Zahia D. »,. En mai 2010, elle accorde une interview à Paris Match, qui révèle à cette occasion son nom complet. Elle y livre sa version de l'affaire et déclare entre autres « je me considère comme une escort girl, mais pas comme une prostituée » — la nuance tenant à ses yeux au fait qu'il lui est arrivé de fournir des services d'accompagnement sans avoir de relations sexuelles avec le client —, niant au passage avoir un souteneur ou appartenir à un réseau.
L'affaire se prolonge jusqu'au milieu des années 2010. Fin 2011, le parquet de Paris requiert un non-lieu pour au moins deux des six protagonistes de cette affaire ; mais en août 2012, neuf personnes sont renvoyées par le juge d'instruction devant le tribunal correctionnel afin d'être jugées, parmi lesquelles Benzema et Ribéry pour « sollicitation de prostituée mineure »,.
Le 31 janvier 2014, Karim Benzema et Franck Ribéry sont relaxés par la chambre correctionnelle de Paris, la cour estimant que Franck Ribéry ignorait que Zahia Dehar était mineure et que Karim Benzema a nié toute rencontre avec elle. Cinq des autres prévenus — parmi lesquels Abou Sofiane, qui avait fait office d'entremetteur entre la jeune femme et les footballeurs — sont par contre condamnés pour proxénétisme. Abou Sofiane fait appel et publie un livre dans lequel il clame son innocence et accuse Zahia Dehar d'avoir profité de son carnet d'adresses, tout en s'étendant sur les relations tarifées de la jeune femme. En juin 2015, la cour d'appel confirme sa condamnation et alourdit sa peine.
En février 2020, l'avocat d'Abousofiane Moustaid remet au parquet de Paris le témoignage d'une ancienne prostituée, qui affirme qu'elle et Zahia faisaient partie d'un réseau de proxénétisme dirigé par le marchand d'art suisse Yves Bouvier. Le 25 février 2020, Abousofiane Moustaid, dans l'émission Touche pas à mon poste  réitére ses accusations. Le 31 mai 2022, les deux hommes[Qui ?] sont condamnés pour diffamation à verser solidairement 2000 euros de dommages et intérêts et 2000 euros de frais de justice[précision nécessaire].
Entre-temps, avant même la conclusion judiciaire de cette affaire, Zahia Dehar met à profit sa nouvelle célébrité pour quitter la prostitution.

### Collaborations artistiques
En février 2011, l'édition américaine puis l'édition espagnole du magazine de mode américain V publie, sur une douzaine de pages en hommage à Brigitte Bardot, plusieurs photographies de Zahia Dehar réalisées à New York, marquant ainsi son retour dans les médias en forme de reconversion vers le mannequinat. Afin d'exposer ses photographies, son site internet est lancé officiellement le 1er mars 2011.
Fin mai 2011, le photographe et réalisateur Greg Williams la met en scène dans un court-métrage futuriste intitulé Bionic. Le mois suivant, Pierre et Gilles réalisent un tableau la représentant en Ève. « D’un coup de foudre artistique et amical est née notre nouvelle Ève, Zahia magique et belle, innocente et lumineuse, elle est le modèle rêvé » déclarent les deux artistes à propos de cette image. En août 2011, Alix Malka photographie Zahia ; la série de clichés est publiée dans l'édition italienne du magazine de mode américain Vanity Fair ainsi qu'une interview.
Dans le dernier trimestre 2011, ses apparitions dans les médias se font plus rares : on l’aperçoit alors qu'elle est photographiée avec Christian Louboutin et Farida Khelfa, lors d'une soirée d'inauguration organisée par le chausseur français en novembre 2011 à la galerie du Passage-Pierre Passebon où elle exposera finalement quelques mois plus tard pour l'exposition « Zahia de 5 à 7 », ce qui a pour effet de relancer l’intérêt que lui porte la presse.
Après une brève éclipse, Zahia Dehar connaît un regain d'exposition médiatique au début de l'année 2012 :
une nouvelle série de photographies, réalisée par Karl Lagerfeld en janvier 2012, est publiée juste après le premier défilé de sa marque de lingerie. Elle est photographiée par Ali Mahdavi, directeur artistique du Crazy Horse, en février à l’occasion d'un article que Françoise-Marie Santucci lui consacre dans Libération  « Next ». Puis le même mois, Isabelle Adjani annonce son intention de produire un documentaire sur Zahia Dehar, en collaboration avec Farida Khelfa.
Une autre série de photographies est réalisée par la photographe Ellen von Unwerth après le second défilé de juillet 2012.
En décembre 2013, Zahia Dehar revient devant l’objectif d’Alix Malka pour le magazine 7 Holywood, paru le 15 du mois.
Du 8 avril au 27 septembre 2014, les photographes Pierre et Gilles exposent, à la galerie des Gobelins à Paris, une installation servant d'« enveloppe richement parée à un portrait de Zahia Dehar », réalisée pour cette occasion,,.
Végétarienne convaincue, elle devient en juin 2015 l'une des « égéries » européennes de la People for the Ethical Treatment of Animals (PETA) en posant devant l'objectif de Bryan Adams, pour les besoins d'une campagne intitulée « Ayez un cœur, devenez végétarien ».
En novembre 2015, quelques heures avant les attentats de Paris, le couple d'artistes Pierre et Gilles publie sur leurs compte Facebook une photographie prise quelques mois auparavant où Zahia Dehar pose — dévêtue en Marianne —. Cette photographie sera ensuite reprise sur les réseaux sociaux comme réponse aux actes terroristes qui surviendront le soir-même .
En 2019, son interprétation du personnage de Sofia dans le film Une fille facile de Rebecca Zlotowski est bien accueillie par la critique. Elle se reconnaît de commun avec ce personnage un « même goût pour l’aventure et la liberté. J’admire ces femmes qui se fichent de la morale ». La réalisatrice indique que son actrice s'exprime « d'une manière extraordinairement élégante », avec « le phrasé d'un personnage d'un film d'Éric Rohmer »,,,,.
En 2020, elle apparait dans la série True Story diffusée sur Amazon Prime, au côté de YouTubeurs tels que McFly et Carlito. En 2023, elle incarne la strip-teaseuse Sunlight (pseudonyme de Sylvie Maupré) dans l'épisode Follie's de la série Capitaine Marleau avec Corinne Masiero.

### Lingerie
En 2010, plusieurs marques sont déposées à l'Office de l'harmonisation dans le marché intérieur (OHMI), dont : Zahia, Zahia Dehar, Pretty Zahia, Zahiadora, Zahiadise et A dream by Zahia. Le prénom Zahia et plusieurs mots dérivés sont ainsi réclamés comme une propriété privée, pour plusieurs secteurs d'activités comme les huiles de massage, les cosmétiques, les sacs de voyages, les bijoux, les préservatifs, ou la production de films et émissions de télévision, ; la plupart de ces dépôts de marque, selon le site officiel de l'OHMI, ne donnent cependant pas lieu à des utilisations.
La première présentation de sa collection de lingerie et « ligne de tenues d'intérieur légères, raffinées » à tendance majoritairement de couleur rose a lieu le 25 janvier 2012 au palais de Chaillot à Paris pendant la semaine des défilés, en présence de nombreux professionnels et artisans de la mode. Zahia Dehar clôture elle-même le défilé demi-nue dans la traditionnelle robe de mariée en tulle décorée de pétales de fleurs de cerisier et brodée de strass Swarovski. Une seconde collection est présentée quelques mois après.
Le lancement des deux collections de lingerie est financé par First Mark Investments, un fonds d'investissement domicilié à Hong Kong, qui soutient les jeunes stylistes.

## Vie privée
En 2022, elle réalise une vidéo d'appel à l'aide à la suite d'une relation difficile et révèle avoir fait une tentative de suicide.

## Filmographie

### Cinéma
Courts métrages
- 2011 : Bionic de Greg Williams : la femme robot

Longs métrages
- 2016 : Joséphine s'arrondit de Marilou Berry : le mannequin lingerie
- 2019 : Une fille facile de Rebecca Zlotowski : Sofia
- 2023 : L'Air de la mer rend libre de Nadir Moknèche : Fariza

### Télévision
Séries
- 2023 : Capitaine Marleau de Josée Dayan : Sunlight (saison 4, épisode 8)
- 2023 : Drag Race France : juge invitée (saison 2, épisode 2)
- 2020 : True Story : elle-même (saison 1, épisode 3)
- 2022 : Escort Boys de Ruben Alves : Zahia

### Clips
- 2020 : Contre soirée de Bilal Hassani

## Discographie
- 2020 : chanson Contre soirée sur l'album Contre soirée de Bilal Hassani
- 2023 : Chanson Cinéma sur l’album Rien de personnel d’Elephantz